# Antonio Gual Pascual
Antonio Gual Pascual (n. 11 de marzo de 1963) es un maestro internacional de ajedrez español.

## Resultados destacados en competición
Fue dos veces Campeón de Cataluña de ajedrez, en los años 1987 y 2001, y resultó subcampeón en una ocasión, en el año 2004.
Destacan sus dos tablas contra el actual mejor jugador español Francisco Vallejo Pons y el excampeón mundial Veselin Topalov, ambos con un elo superior a 2700.
Fue campeón del Abierto Internacional de Martorell en los años 2009, 2011 y 2012, y subcampeón del mismo abierto en los años 2008 y 2010.